# Ragnar Carlsson
Ragnar Carlsson (16 de noviembre de 2000) es un deportista de Suecia que compite en atletismo. Ganó una medalla de bronce en el Campeonato Europeo de Atletismo Sub-23 de 2021, en la prueba de lanzamiento de martillo.